# Institut Max-Planck de physique
L'institut Max-Planck de Physique (MPP) ou institut Werner Heisenberg (en allemand: Max-Planck-Institut für Physik - Werner-Heisenberg-Institut) est un institut de recherche scientifique faisant partie de la société Max-Planck. Il est situé à Munich en Allemagne. Il est nommé en l'honneur de Werner Heisenberg qui était directeur de l'institut lors de son installation à Munich en 1958.
Des recherches fondamentales en physique des particules, Cosmologie et Astroparticule y sont menées. Environ 210 personnes y travaillent.